# Фрингс, Кетти
Кетти Фрингс (англ. Ketti Frings, 28 февраля 1909, Колумбус — 11 февраля 1981, Лос-Анджелес, Калифорния) — американская писательница, драматург и сценарист, лауреат Пулитцеровской премии в 1958 году.

## Биография

### Ранние годы
Фрингс родилась под именем Кэтрин Хартли в Колумбусе, штат Огайо, США. Она училась в Принципийском колледже (Principia College), начала карьеру копирайтера, а затем работала автором очерков в United Press International. 

### Карьера
В 1941 году её роман «Задержите рассвет» был экранизирован. Режиссёром получившегося фильма стал Митчелл Лейзен, в нём снимались Оливия де Хэвилленд и Шарль Буайе. Свою первую бродвейскую пьесу «Мистер Сикамор» она написала в 1942 году. В главных ролях в спектакле фигурировали Лиллиан Гиш и Стюарт Эрвин.
Среди её голливудских сценариев — «Гостья в доме» (1944), «Дело Тельмы Джордон» (1950), «Вернись, малышка Шеба» (1952), «О миссис Лесли» (1954), «Шрайк» (1955) и «Лисий огонь» (1955).
Фрингс адаптировала роман Томаса Вулфа «Взгляни домой, ангел» в одноимённую пьесу, которая открылась на Бродвее в 1957 году и была показана в 564 спектаклях в Театре Этель Бэрримор. Он получил шесть номинаций на премию «Тони», а Фрингс получила ежегодную Пулитцеровскую премию в области драмы в 1958 году. В том же году газета Los Angeles Times назвала её «Женщиной года».

### Личная жизнь
Фрингс была замужем за киноагентом Куртом Фрингсом с 1938 по 31 октября 1958 года. У пары было двое детей, Кэти и Питер. Она умерла в Лос-Анджелесе от рака.